# ヤクザの大親分が幼女に生まれ変わった話
『ヤクザの大親分が幼女に生まれ変わった話』（ヤクザのおおおやぶんがようじょにうまれかわったはなし）はアメノによる日本の漫画作品。もとは作者がTwitterで連載し、『ガンガンpixiv』（スクウェア・エニックス）にて2019年8月3日から2023年4月1日まで連載された。
『ガンガンpixiv』で連載する前に、髙橋ヒロシの『クローズ』のトリビュート企画で『月刊少年チャンピオン』（秋田書店）2019年5月号にて「鈴蘭高校1年真山行成の野望」のタイトルで読み切りが掲載された。本作の主人公・紫が鈴蘭高校の1年生・真山と交流するという内容になっている。

## あらすじ
主人公・神代紫は一見普通の小学2年生だが、前世の関東一の広域指定暴力団の大親分の記憶を持っており、表は普通の女の子、裏では暴力団の会長という2つの顔を使い分けて生活している。そんな彼女の日常を描いた物語である。

## 登場人物

### 皇王会関係者
神代 紫（かしろ ゆかり）
主人公。研究者の両親を持つ小学2年生の女の子。前世である広域指定暴力団『皇王会』会長・皇義慶の記憶を持っており、ごく普通の小学生として振る舞っている傍ら裏会長として皇王会を取り仕切っている。筋を通す性格の持ち主で任侠毎にはうるさく、またカタギ(クラスメイト)に正体がバレないように普段は猫を被っている。
皇 義慶（すめらぎ よしのり）
紫の前世。戦後の愚連隊から一代で関東一の広域指定暴力団まで大きくした『皇王会』初代会長。現役時代は「狂王」の渾名を持つほどの武闘派である一方で仁義を通す人情深い一面もあり、組員達に慕われていた。麻薬を嫌悪しており、皇王会でも麻薬の売買を御法度にしていた。生涯独身で、会長の座を東雲に譲った後に大往生でこの世を去った。

　東雲 慶悟（しののめ けいご）
『皇王会』若頭。紫の母親の従兄にして紫の保護者で同居している。前世の義慶にも大変世話になった恩義もあり、紫にとてつもなく甘く、彼女のために街全域に防犯カメラをはじめとする情報網を構築している。直参の東雲組の前組長である父親が抗争で死去して義慶の下で養子となり、義慶が死去した後に周囲からの推しで会長の座に就いていたが、紫が前世の記憶を思い出したのを機にあっけなく会長の座を返還し、表向きの会長を務めている。
遠野 要（とおの かなめ）
『皇王会』若頭補佐。ハーフ。皇王会傘下「小林組」組員の子供として生を受けたが、父親が組の金を横領し、入籍すらしていない乳児の要を置いて両親は蒸発し、境遇を憐れんだ義慶に引き取られ、のちに堅気になってほしいと、当時右腕だった遠野の養子となった経緯を持つ。会長の「盾」として数々の修羅場を潜っており、両手は傷だらけなため、常に黒手袋をしている。またサディストな一面も持ち、いわゆる「汚れ仕事」を担当している。
国光（くにみつ）
『皇王会』構成員。主に紫の雑用をやらされている。母親は死去して父親も蒸発したため、生活のために学校を辞めてバイトで食い繋いでいたが、タチの悪い客に殴られた挙句にバイトをクビになり、倒れていた所を遠野に発見され、ヤクザらしくない顔との理由からクラスメイトも怖がらないだろうと、お付きとして紫にスカウトされた経緯を持つ。
香取 蓮（かとり れん）
『皇王会』構成員にして狙撃手(スナイパー)。普段は皇王会本邸の奥の部屋で四六時中ネトゲ三昧をしているダメ人間だが、狙撃手としての腕は超一流。元々プロゲーマーとして生活していたが皇王会にスカウトされた経緯を持つ。
梶川 浩（かじかわ ひろし）
『皇王会』舎弟頭。皇王会に尽くしている古参の一人で義慶への忠義が厚い。スキンヘッドの強面だが趣味は菓子作りで、毎年バレンタインデーには全組員に手作りチョコを匿名で配っている。義慶が紫に転生したことに最初は信じていなかったが、尻の右側にホクロがあることやバレンタインチョコのことなど義慶しか知らない情報を知ってる上に、紫の仕草に義慶の姿を見たことから認め、改めて紫に忠誠を誓った。
小林（こばやし）
皇王会傘下の暴力団「小林組」組長。単に先代である父親より跡目を継いだに過ぎず、極道にはあまり向いておらず、過去の要の父親の件もあり、度々皇王会に迷惑をかけては恐縮している。
水谷（みずたに）
皇王会傘下の広域指定暴力団「水谷組」組長。紫が前世の義慶のころからの長い付き合いで、紫が義慶の生まれ変わりだということに納得しており、お互い信頼できるとして懇意にしている。
金田（かねだ）
皇王会傘下の、名古屋最大の広域指定暴力団「金田組」組長。顔に火傷の痕のある強面。金でモノを言わせる性格だが、義慶に恩義もあり、紫の無茶な相談に対しても仁義を優先にして快く受け入れるほど。

### 小学校のクラスメイト
紗奈（さな）
友達の1人。のちに神代宅(皇王会本邸)に遊びに行った際に暇潰しにと東雲から麻雀を教わり、才能に目覚める。
楓（かえで）
友達の1人。運動が苦手。クラスの中心である紫に憧れを抱いている。
米田（よねだ）
楓のことが好きでちょっかいかけているが、のちに紫に脅されてちょっかいをかけなくなる。
櫻井 健介（けんすけ）
正義感のある性格の持ち主。父親は警視庁の組織犯罪対策第三課長の櫻井理一で、その正義感と知略の高さは父親譲り。

### その他
黒瀧 沙羅（くろたき さら）
11話より登場。転校してきた少女で、転校初日から紫をライバル視している。実は彼女も紫同様前世の記憶を持っており、しかも『皇王会』と敵対関係にあった『黒瀧組』組長・黒瀧英治が彼女の前世。義慶同様に前世の記憶を思い出して『黒瀧組』組長の座に就く。紫が義慶であることは直感で分かり、前世の因縁をつけると度々勝負を仕掛けるが、周りから見たら子供の喧嘩にしか見えない。
黒瀧 英治（くろたき えいじ）
沙羅の前世で、関東有数の広域指定暴力団『黒瀧組』会長。力と数で物を言う性格の持ち主で、度々皇王会と抗争していたがその度に敗北し、最後まで義慶に勝てないことを無念にこの世を去った。元々は義慶と愚連隊を結成した兄弟分であるが、義慶のカリスマ性に嫉妬して袂を分ち、見返そうと黒瀧組を結成した過去がある。

溝山（みぞやま）
黒瀧組幹部。茶髪に左眼の眼帯が特徴。過去に東雲と因縁かあった模様で、今でも根に持っている。
ジェイミー
溝山のボディーガード(一応)。外国人。
紫の両親
母親は東雲の従妹にあたる。2人とも研究者として海外で活動しており、多忙で世界各地を行き来しているため、紫に負担をかけまいと東雲に預けている。時々紫に会いに帰国している。2人とも紫が前世の記憶を持っていることや皇王会会長ということは知らない。
櫻 理一（さくらい りいち）
警視庁の組織犯罪対策第三課長で、櫻井健介の父親。紫が前世の義慶だったころからその知略で散々皇王会相手の邪魔をしており、紫もまさか因縁の相手の息子と同級生になるとは思ってもみなかった。

## 書誌情報
- アメノ 『ヤクザの大親分が幼女に生まれ変わった話』 スクウェア・エニックス〈ガンガンコミックスpixiv〉、全4巻
  1. 2019年8月22日発売[3][4]、ISBN 978-4-7575-5970-7
  2. 2021年5月21日発売[5]、ISBN 978-4-7575-7233-1
  3. 2022年2月22日発売[6]、ISBN 978-4-7575-7753-4
  4. 2023年3月22日発売[7]、ISBN 978-4-7575-8480-8